# Salanjama
Il Salanjama o Dzalanyama è una catena montuosa del Malawi, facente parte della Rift Valley, che si estende al centro del Paese fino al confine con lo Zambia. Conta oltre 400 specie di uccelli. È inoltre il luogo dal quale nasce il fiume Lilongwe.